# 贝勒加德站
贝勒加德站是法国的一个铁路车站，位于法国城市瓦尔瑟里讷河畔贝勒加德。

## 位置
贝勒加德站位于瓦尔瑟里恩河畔贝勒加德市区的北部，车站内的铁路走向大致呈"人"字形，其顶端开口朝东，而车站的站房则位于两条铁路的夹角之中。根据两条铁路车站分为两个部分：北侧呈东西走向，有一个岛式站台，供“巴黎—日内瓦”线路的TGV列车使用；南侧呈东北-西南走向，有两个岛式站台，供TER列车使用。车站配套有多个停车场以及一个长途大巴车上下点。

## 车站历史

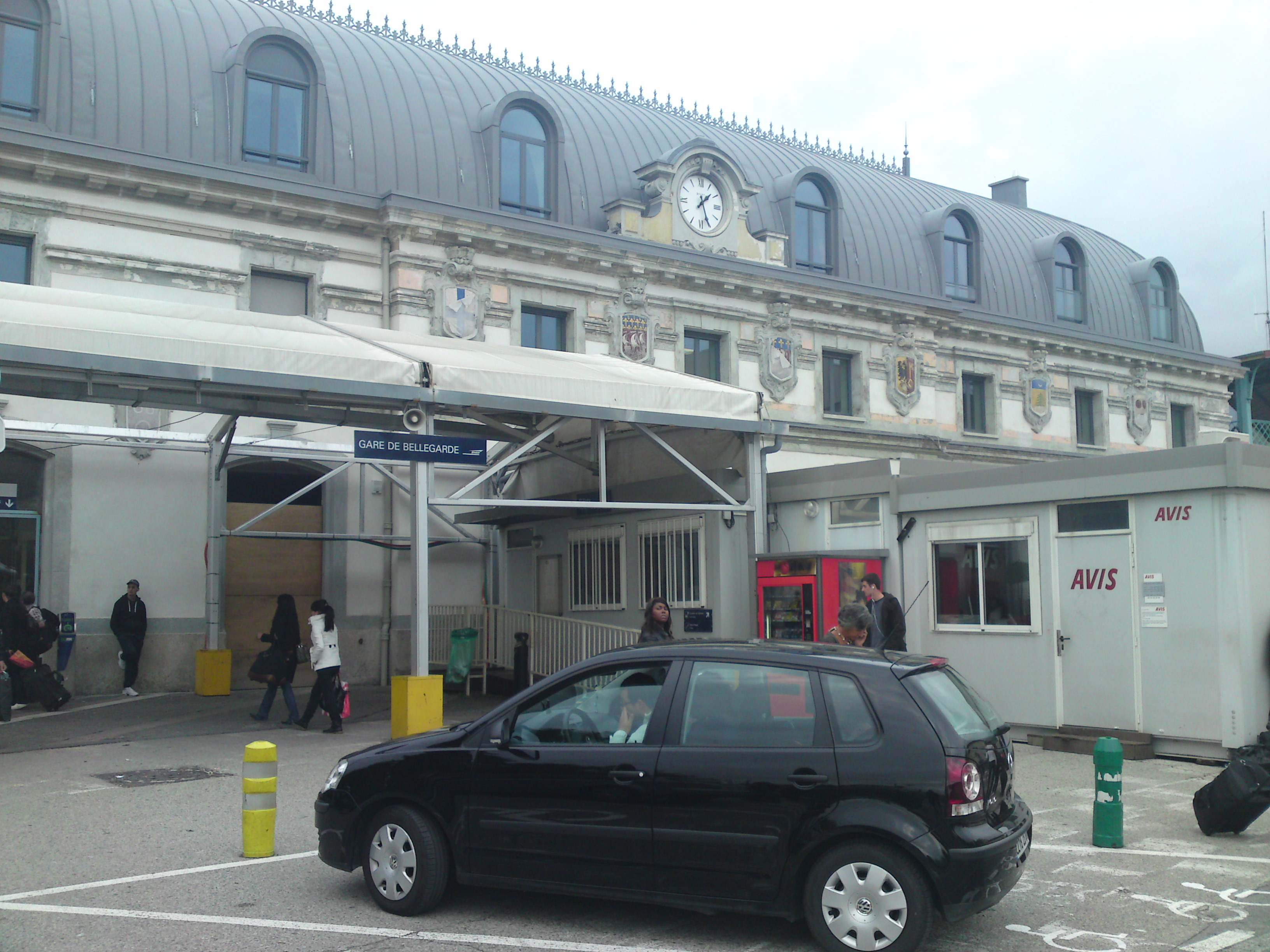
改造前的贝勒加德站（2009年）

贝勒加德站最初建于1858年，和里昂－日内瓦铁路同时投入运营，此后布雷斯地区布尔格－贝勒加德铁路也随之贯通。1907年，贝勒加德站的新站房投入使用，并成为了法国前往日内瓦的必经之路。
1981年，"巴黎—日内瓦"线路的TGV列车开通，但由于当时的布雷斯地区布尔格－贝勒加德铁路尚未电气化改造，因此其线路需要绕行昂贝略站。1990年，布雷斯地区布尔格－贝勒加德铁路因路况太差和乘客流量不足而被迫关闭。事实上，为了减少巴黎与日内瓦间列车的运行时间，政府部门对布雷斯地区布尔格－贝勒加德铁路的重启及电气化改造计划始终没有放弃，而2003年的贝勒加德站大火更是加快了其改造的进程。最终，该铁路于2010年5月重新开通，巴黎到日内瓦的铁路运行时间由近五个小时缩短至3个半小时。而为了迎接该线路的TGV，贝勒加德站也进行了全新的改造，其站房异地重建，并新增加了TGV列车站台。

## 站名
贝勒加德站位于法国东部市镇瓦尔瑟里讷河畔贝勒加德（法語：Bellegarde-sur-Valeserine），但其车站的官方名称并不带“瓦尔瑟里讷河畔”这个后缀。

## 停靠线路
以下列车线路在贝勒加德站停靠：
| 贝勒加德站列车线路表              |           |                              |                 |              |
| 线路                              | 车种      | 上一站                       | 下一站          | 大致运行频率 |
| 巴黎—日内瓦                       | TGV Lyria | 巴黎/布雷斯地区布尔格/尼里约 | 日内瓦          | 每天6趟左右  |
| 尼斯—日内瓦                       | TGV Lyria | 里昂帕尔迪厄                 | 日内瓦          | 每天1趟      |
| 巴黎—圣热尔韦莱班/埃维昂          | TGV       | 布雷斯地区布尔格             | 阿讷马斯        | 每周2趟左右  |
| 里昂—圣热尔韦莱班/埃维昂          | TER       | 布雷斯地区布尔格             | 阿讷马斯        | 每周3趟左右  |
| 里昂—贝勒加德/日内瓦              | TER       | 屈洛兹/塞塞勒                | （终点）/日内瓦 | 每天8趟左右  |
| 格勒诺布尔/尚贝里—贝勒加德/日内瓦 | TER       | 艾克斯莱班/屈洛兹            | （终点）/日内瓦 | 每天5趟左右  |
| 1. 2.                             |           |                              |                 |              |

## 配套交通

### 长途客车

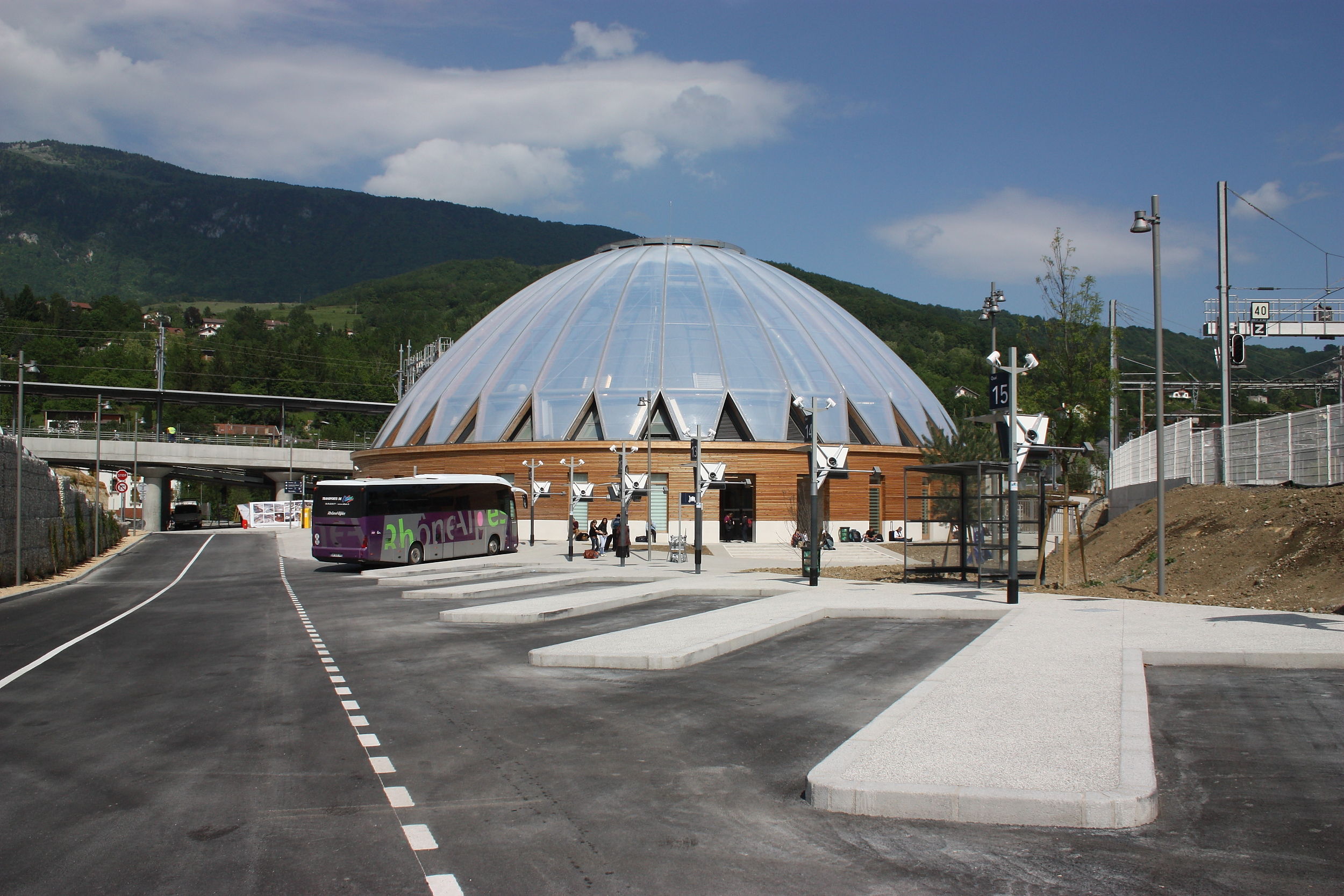
建设中的贝勒加德站大巴车上下点

贝勒加德站对应的大巴车上下车地点位于车站主站房前方，出站后即可看见一排车站站台。
| 停靠贝勒加德站的大巴车 |                                                             |                                                                        |
| 上下车地点             | 运营单位                                                    | 主要目的地                                                             |
| 贝勒加德站主站房前方   | 罗讷-阿尔卑斯城际客运 Car Rhône-Alpes（页面存档备份，存于） | 费内-伏尔泰、迪沃讷莱班、布里永、尼里约-沃洛尼亚                       |
| 贝勒加德站主站房前方   | 安省城际客运 Car Ain                                        | 米茹、塞塞勒、沙莱克斯、热克斯                                         |
| 贝勒加德站主站房前方   | 上萨瓦省城际客运 LIHSA                                      | 阿讷西                                                                 |
| 贝勒加德站主站房前方   | SNCF                                                        | （当某条铁路线施工或罢工时，SNCF可能会提供途径该线路沿途站点的大巴车） |
| 1. 2. 3.               |                                                             |                                                                        |

### 市内交通
| 附近的市内公共交通线路 |                             |                       |
| 公交车站名称           | 位置                        | 停靠线路              |
| Gare SNCF              | 贝勒加德站南侧              | 所有定制公交线（TAD） |
| Gambetta               | 贝勒加德站南侧以东大约150米 | 公交A线               |
| 1.                     |                             |                       |

## 临近车站
| 贝勒加德站（Gare de Bellegarde） |                                |             |
| 上行车站                         | 线路                           | 下行车站    |
| 塞塞勒站                         | 里昂－日内瓦铁路               | 普尼-尚西站 |
| 尼里约站                         | 布雷斯地区布尔格－贝勒加德铁路 | （终点）    |
| - 本表仅显示运营中的线路及车站   |                                |             |